# Златко Пејаковић
Златко Пејаковић (Осијек, 29. август 1950) је хрватски поп-певач, рок-певач, певач славонских попевки, музичар и композитор.

## Каријера

### Рана каријера
Певачку каријеру започиње 1967. године у вокално-инструменталним саставима (популарни назив ВИС) „Лавине“, „Чаробњаци“ и „Динамити“ . Године 1970. постаје познат широј публици као певач ВИС „Златни акорди“ са својом песмом „Черге“ која постаје хит у ондашњој СФРЈ, а остаје популарна и до данашњих дана. Године 1971. суделује у оснивању рок групе „Хад“ али врло кратко пева у њој.
Године 1972. пева у тада култној рок опери „Исус Христос Супер Стар“ у „Атељеу 212“ коју је режирала Мира Траиловић,  музичка адаптација Саша Радојчић, препев Јован Ћирилов, где су запажене још улоге имали: Бора Ђорђевић, Златко Голубовић, Азра Халиловић и Бранко Милићевић .

### 1971—1974
У периоду од 1971. до 1974. године пева у Корни групи који период многи сматрају најуспешнији у његовој каријери али и најуспешнији период саме групе.

### После 1975.
После разлаза „Корни групе“ наставља солистичку каријеру као поп-певач, а после 1990. и као признат певач „славонских попевки“, али и као певач усташких песама. Постизао је значајне резултате на фестивалима забавне музике широм Југославије.
Сарађивао је са музичарима и текстописцима као што су Корнелије Ковач, Споменка Ковач, Зринко Тутић, Тончи Хуљић и Марина Туцаковић.

## Фестивали
Београдско пролеће:
- Кад једном зажелиш, друго место, награда за текст, награда за композицију, награда за аранжман, награда за дебитанта и награда за интерпретацију, '76
- Нећу то пролеће, награда стручног жирија, '77
- Обриши те сузе мама, '78
- До јуче још деца, '79
- Ко си ти, треће место, '82

Опатија:
- Етида (као вокални солиста Корни групе), треће место, '73
- Моја генерација (као вокални солиста Корни групе), победничка песма, '74 / Евросонг, 12. место

Ваш шлагер сезоне, Сарајево:
- Куда идеш свете мој (као вокални солиста Корни групе), пето место и Златни микрофон за најбољу интерпретацију, '74
- Ником те не дам, '80

Сплит:
- Љету је моме крај, победничка песма, '79
- Пјесма је да се пјева, '80
- Море, ти ми живот значиш, '81
- Цвита, Цвита, цвите мој, (Вече далматинске шансоне), прва награда публике, '81
- Заборави Еспанију, '82
- Туђе нећемо своје не дамо (Вече Устанак и море), '82
- Малена, '83
- Љубим те, '84
- Одавде до вјечности, трећа награда стручног жирија и награда за најбољу интерпретацију, '88
- Пјевај, Далмацијо (Вече Устанак и море), '88
- Не дирај у старе ране (Ауторско вече Ђеле Јусића), '88
- Тамо гдје грожђе зри, '89
- Љету је моме крај (Вече сплитских бисера), прва награда публике, '89
- Роди ми, земљо, '90
- Ако одем пријатељи, прва награда публике, '92
- Тамбурица и мандолина (Мелодије хрватског Јадрана, Сплит), прва награда стручног жирија, '93
- Умро би' за тебе (Мелодије хрватског Јадрана, Сплит), '94
- Криж на души (Мелодије хрватског Јадрана, Сплит), награда за најбољу интерпретацију, '95
- Ја не плачем (Мелодије хрватског Јадрана, Сплит), '96
- Нисам пијан, кунем ти се, 2004
- Далмацијо, фала ти, трећа награда публике, 2013

Загреб:
- Дани (са ВИС Златни Акорди), '70
- Лагала је да ме воли, '77
- Заборави све, победничка песма, '82
- Да смо знали, '86
- Растопљено злато љубави (Вече шансона, дует са Ксенијом Еркер), '86
- Кад напусте те сви, победничка песма, награда за најбољу интерпретацију Кристални микрофон и награда за најбољи наступ у целини, '88
- Вило рањена, љубави једина, '89
- Што је небу дан, '90
- Бог ми је свједок, '95

Хит парада, Београд:
- Ове ноћи једна жена мирно спава, '75
- Успомене, успомене, '76

Хит лета:
- Ћао и пиши ми, '77

Фестивал револуционарне и родољубиве песме:
- Дигни своју руку друже, '77

МЕСАМ:
- Одлазим, '86
- Сузан, '89

Арена:
- Без старца нема ударца, '95

Осфест, Осијек:
- Немој Дунаве, '96

Хрватски радијски фестивал:
- Отрова, отрова (Вече легенди), 2001
- Хоћу, 2004

Етнофест, Неум:
- Цвала ми ружа, 2004
- Од љубави праве гинеш, 2018

Златне жице Славоније, Пожега:
- Раном зором, 2010
- Слободни смо као птице (дует са Недом Украден), 2012

CMC festival:
- Калдрме и јорговани, 2017
- Нема чега нема, 2019
- Иди, иди, иди, 2020
- Крива си, 2021
- Моја Славонијо, 2022
- Све сам ти дао (као трио Три мушкетира, са Јасмином Ставросем и Младеном Грдовићем), 2022

## Познате композиције
- „Черге“
- „Моја генерација“ (са „Корни групом“)
- „Ове ноћи једна жена мирно спава“